# Adivasi
Els Adivasi es refereix a grups tribals heterogenis al subcontinent indi. El terme és una paraula sànscrita encunyada a la dècada de 1930 per activistes polítics per donar al poble tribal una identitat indígena reivindicant un origen indígena. El terme també s'utilitza per a minories ètniques, com ara Chakmas de Bangla Desh, Bhumiputara Khasas del Nepal i Vedda de Sri Lanka. La Constitució de l'Índia no utilitza la paraula Adivasi, sinó que es refereix a les tribus reconegudes (scheduled tribes) i Janjati. El govern de l'Índia no reconeix oficialment les tribus com a indígenes. El país va ratificar el Conveni 107 de l'Organització Internacional del Treball (OIT) sobre els pobles indígenes i tribals de les Nacions Unides (1957) i es va negar a signar el Conveni 169 de l'OIT. La majoria d'aquests grups s'inclouen a la categoria de tribus reconegudes segons les disposicions constitucionals de l'Índia.

Percent of scheduled tribes in India by tehsils by census 2011